# Diplacodes exul
Diplacodes exul är en trollsländeart som först beskrevs av Selys 1883.  Diplacodes exul ingår i släktet Diplacodes och familjen segeltrollsländor. IUCN kategoriserar arten globalt som livskraftig. Inga underarter finns listade i Catalogue of Life.